# Бордж-Менайель
Бордж-Менайель (араб. برج منايل‎, фр. Bordj Menaïel) — коммуна на севере Алжира, на территории вилайета Бумердес, административный центр одноимённого округа.

## Географическое положение
Коммуна находится в средней части вилайета, на высоте 33 метра над уровнем моря.
Коммуна расположена на расстоянии приблизительно 70 километров к востоку от столицы страны Алжира и в 35 км к востоку от административного центра вилайета Бумердеса.

## Демография
По состоянию на 2008 год население составляло 64 820 человек.
Динамика численности населения коммуны по годам:
| 1977   | 1987   | 1998   | 2008   |
| ------ | ------ | ------ | ------ |
| 33 698 | 47 367 | 53 782 | 64 820 |